# Oljeqvist
Oljeqvist var en svensk adelsätt. Ätten utslocknade efter 1740 på svärdssidan.
Släkten Oljeqvist ska enligt traditionen härstamma från den medeltida ätten Upplänning och på mödernet vara bördig från Vasaätten. Ättens stamfader Mattias Petri ska enligt denna tradition ha utträtt ur adeln för att bli kyrkoherde. Bland hans söner fanns kung Karl IX:s fogde och arrendator Peder Mattsson, stamfader till ätten Stiernfelt eller Grubbe, häradsfogden Knut Mattsson, stamfader till ätten Törnecrantz, borgmästaren i Norrköping Anders Mattsson, stamfader till ätten Österling samt yngste sonen biskopen i Strängnäs stift Johannes Matthiæ Gothus, stamfader till ätten Oljeqvist.
Gothus gifte sig den 23 november 1634 på Stockholms slott med Catharina Nilsdotter Bohm, dotter till kamreraren i Kommerskollegium Nils Olofsson Bohm och Carin Pedersdotter. Hon födde honom tolv barn. Sedan hon avlidit gifte han om sig med Beata Nilsdotter Chesnecophera Lillieram, dotter till Karl IX:s hovkansler Nicolaus Laurentii Chesnecopherus och Märta Botvidsdotter Anckar, men fick inga barn i det äktenskapet.
År 1645 adlades hans barn för hans förtjänster under namnet Oljeqvist, och sönerna introducerades på Riddarhuset på nummer 331. De många barnen till trots fortlevde ätten på svärdssidan endast med en son, häradshövdingen Nils Johansson Oljeqvist som i äktenskap med Birgitta Gyllenadler fick sju barn men detta oaktat slöts ätten på svärdssidan med en av sönerna, kaptenen Johan Nilsson Oljeqvist år 1740, enligt Gustaf Elgenstierna.